# La Croix Saint-Pierre
Les constructions mégalithiques (un tertre tumulaire, trois dolmens, une sépulture néolithique) de la Croix Saint-Pierre sont situées à Saint-Just dans le département français d'Ille-et-Vilaine. 

## Tertre tumulaire
47° 45′ 56″ N, 1° 59′ 20″ O

### Historique
Dès 1864, A. Ramé donne une description assez fidèle du monument qu'il décrit comme une butte de 16 m de long et 5,50 m de large, avec une dalle couchée de 2,40 m à son extrémité orientale et un menhir de 1,10 m de hauteur à son extrémité occidentale près duquel était élevée une croix en bois dédiée à Saint-Pierre, au croisement du chemin de crête de la Grée de Cojoux et de celui descendant du village de Poubreuil. En 1950, Pierre-Roland Giot remarqua en plein milieu du tertre des tessons  de céramique de type néolithique et un fragment d'anneau-disque en schiste qui avaient été mis au jour par le creusement d'un terrier de lapins. En 1953 et 1954, Giot fouille le site avec une équipe composée de Jacques Briard, Yves Coppens et Jean L'Helgouach. En 1990, Briard y mène une fouille complémentaire avant restauration du monument.

### Description
Le tertre est une butte allongée de 25 m de long sur 13 m de large, d'une hauteur maximum de 0,80 m. Le choix des dalles qui délimitent le pourtour du tertre semble intentionnel : les pierres sont principalement en quartz blanc côté sud, tandis que les dalles en schiste bleu prédominent côté sud. Ces petites dalles inclinées ont parfois étaient calées à leur pied par des pierres disposées de travers. L'inclinaison des dalles (30°) semble être d'origine. Le tertre renferme au moins trois alvéoles disposées en ligne, séparées par des intervalles de 2,75 à 3 m de large, qui pourraient correspondre à des trous de poteaux. La fouille sous la dalle reposant à plat côté oriental n'a pas révélée de fosse de calage, il ne s'agit donc pas d'un menhir renversé. Des foyers ont été découverts directement au niveau du paléosol. Deux petites dalles placées de biais dans le coin sud-est du tertre pourraient constituer une entrée symbolique large de 1 m. Le même type de disposition a été observé sur les autres tertres de la lande de Cojoux (tertre du Tribunal, Croix Madame) mais on ne connaît pas d'équivalent dans les autres tertres tumulaires de Haute-Bretagne (Tertres tumulaires de la Gaudinais à Langon, le Jardin aux Moines à Néant-sur-Yvel),.

### Mobilier archéologique
117 tessons de céramique ont été découverts dans la masse du tertre. Ils correspondent à des poteries, en argile à spicules avec un dégraissant assez grossier, comportant un décor à pastille de type Cerny. Le reste du mobilier archéologique comprend une quarantaine de silex, dont trois petites lames. Le mobilier archéologique découvert fortuitement par Giot en 1953 est assez problématique : les tessons de céramique correspondent à une poterie d'origine non locale et le fragment d'anneau-disque en schiste bleuâtre et pourrait correspondre au fragment d'une pendeloque.
Deux datation au carbone 14 des charbons de bois retrouvés dans les foyers indiquent deux intervalles de temps voisins : le premier entre 3330 av. J.-C. et 2460 av. J.-C. et le second entre  2920 av. J.-C. et 2600 av. J.-C.

## Dolmens
Le croquis dressé par A. Ramé en 1864 représente explicitement deux tumulus circulaires tangents, correspondant aux actuels dolmens nord et sud. À l'époque, les orthostates étaient encore en place puis ils furent par la suite récupérés pour la construction des maisons du hameau voisin de Poubreuil mais les fouilles ont toutefois permis de découvrir les fosses de calage.
Les fouilles de 1992 ont permis d'identifier 3 dolmens à couloir quasiment identiques, d'un type ancien mais classique avec un cairn à double parement extérieur. Le plan des chambres est sub-circulaire (dolmens nord et sud) à rectangulaire (dolmen ouest). Elles sont délimitées par de petits orthostates. L'absence de dalles de couverture laisse planer le doute sur leur existence d'autant que les blocs de roches locales (schiste ou quartz) ne sont pas adaptés à ce type de construction. Ces dolmens pourraient correspondre à un type régional propre au mégalithisme de la Bretagne intérieure. Les dolmens nord et sud ont été restaurés à partir des enseignements fournis par leur fouille intégrale et des données tirées des documents anciens (J.M Brune, A. Ramé). Les dalles manquantes ont été remplacées avec des pierres prélevées sur les affleurements naturels voisins visibles sur les hauteurs dominant les Demoiselles de Saint-Just.

### Dolmen ouest
47° 45′ 56″ N, 1° 59′ 22″ O
Avant fouille, l'édifice se présentait comme un petit tertre d'à peine 0,80 m de hauteur surmonté de deux dalles (1 dressée, 1 couchée) et d'un ensemble de détritus et de pierrailles issus des zones cultivées voisines. Il était alors mentionné sous le nom de tertre C. La fouille de 1992 a révélé l'existence d'un beau dolmen à couloir.

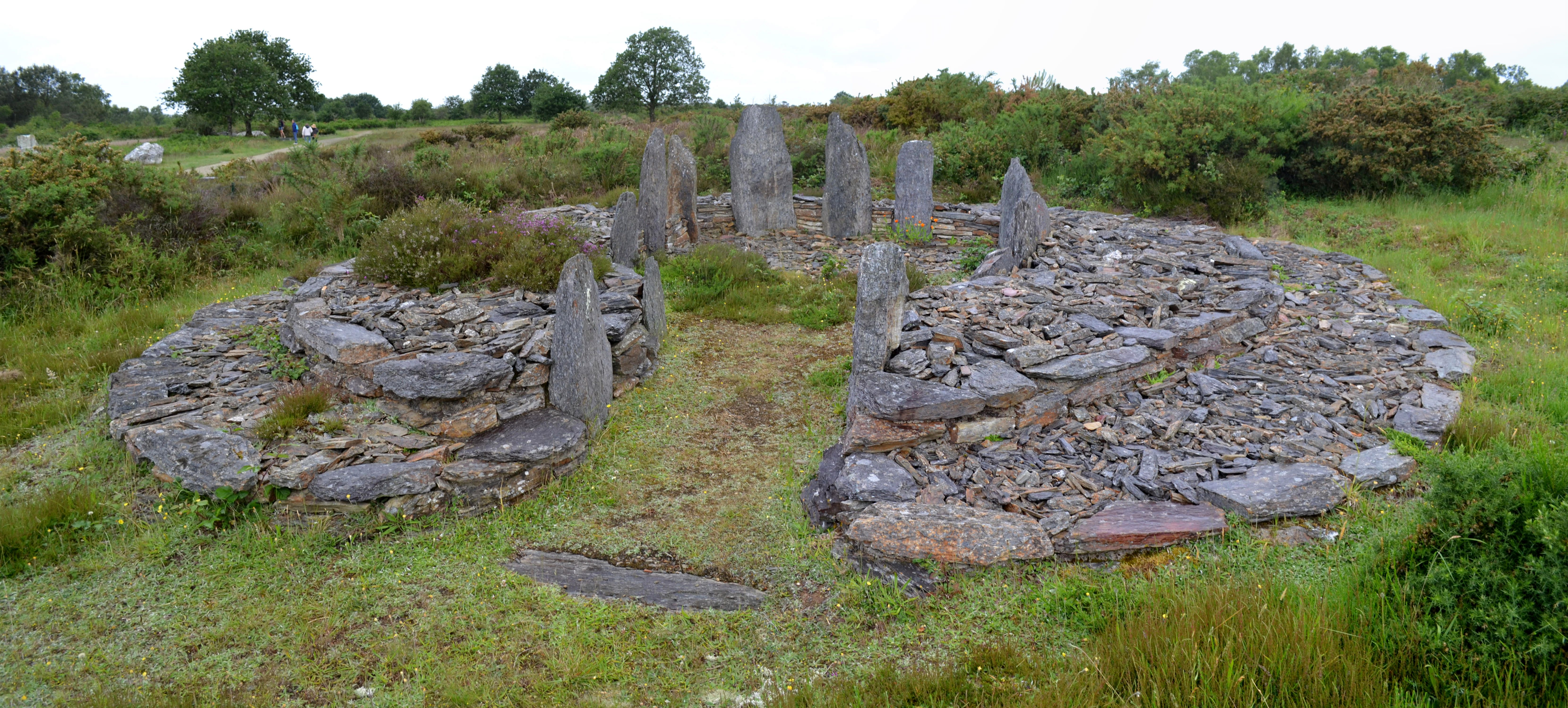
Dolmen ouest

Le cairn de forme ovoïde (12 m de diamètre selon son axe sud-est/nord-ouest) est constitué de deux murs de parement périphériques en dallettes de schiste. Des trous de poteaux en bois ont été découverts au sud du cairn. Le couloir rectangulaire s'étire sur 5 m de long et ouvre au sud-est. Il était pavé de petites dalles. Une petite dalle (1 m de long) avec une extrémité en pointe a été retrouvée à l'entrée du couloir en position de pierre de seuil. Elle comporte deux cupules. La chambre sépulcrale est de forme rectangulaire (4,70 m sur 4,50 m) délimitée par dix orthostates, la plus haute encore en place lors des fouilles mesurant 1,20 m. La chambre dispose d'un beau pavage en dalles de schiste.
Le cairn fut réutilisé à l'âge du bronze pour y construire, dans sa partie sud, un coffre funéraire (2 m de long sur (0,80 m de large et (0,80 m de profondeur). 
Le mobilier archéologique découvert dans le dolmen est très pauvre (éclats de silex, quelques tessons de céramique). Le dolmen a été restauré et une couche de pierres protège désormais les niveaux inférieurs fouillés.

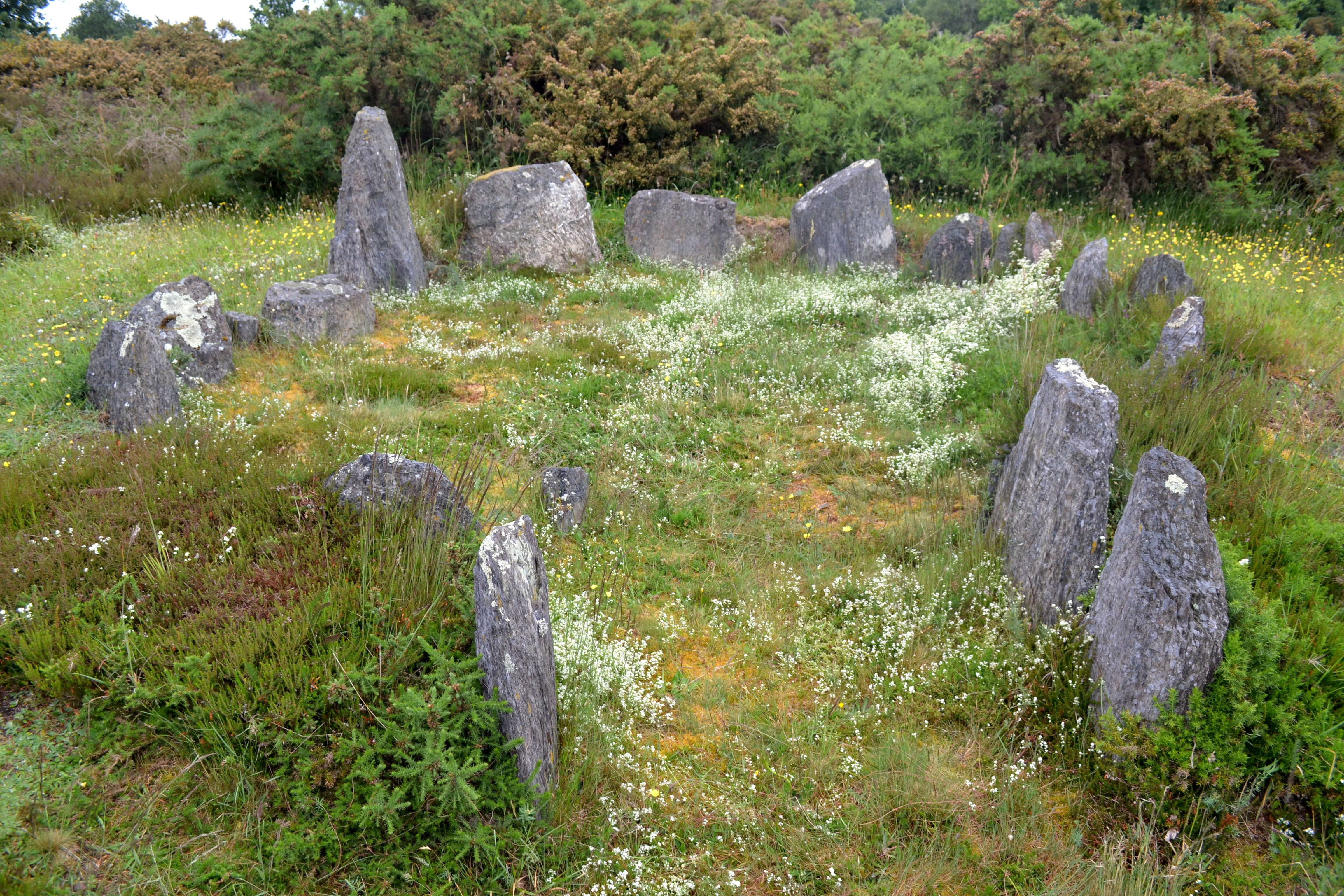
Dolmen nord

### Dolmen nord
47° 45′ 57″ N, 1° 59′ 19″ O
Le couloir devait mesurer 3 m de long pour 1 m de large et s'ouvrait à l'ouest/sud-ouest. De l'entrée partait un premier parement interne au cairn, un deuxième parement en délimitant le pourtour. Un menhir en schiste de 2,75 m de long et 0,75 m de large était couché en travers de l'entrée du couloir du dolmen. Il a été redressé lors de la restauration du monument.
La chambre sépulcrale, de forme circulaire (4,50 m de diamètre), était délimitée par dix-huit orthostates dont seules trois demeuraient en place mais toutes les fosses de fondation ont été retrouvées lors des fouilles. Elle comportait en son centre un pavement irrégulier bordé de deux petites fosses longilignes qui recouvrait une petite tombe rectangulaire (1,80 m de long sur 0,75 m de large) en berceau datée de l'Âge du bronze. Elle était délimitée par de petites dalles en schiste sur 1,80 m de long et 0,75 m de large. L'ensemble était recouvert de sept dalles elles aussi en schiste local.
Le mobilier archéologique recueilli lors des fouilles comprend des tessons de céramique à anses boudinées et décor de pastilles. Le matériel lithique se limite à des éclats de silex et de grès. La datation au carbone 14 des charbons de bois retrouvés dans la fosse de calage du menhir correspond à une période comprise entre 5270 av. J.-C. et 4740 av. J.-C.. L’ensemble du matériel archéologique découvert correspond au Néolithique ancien.

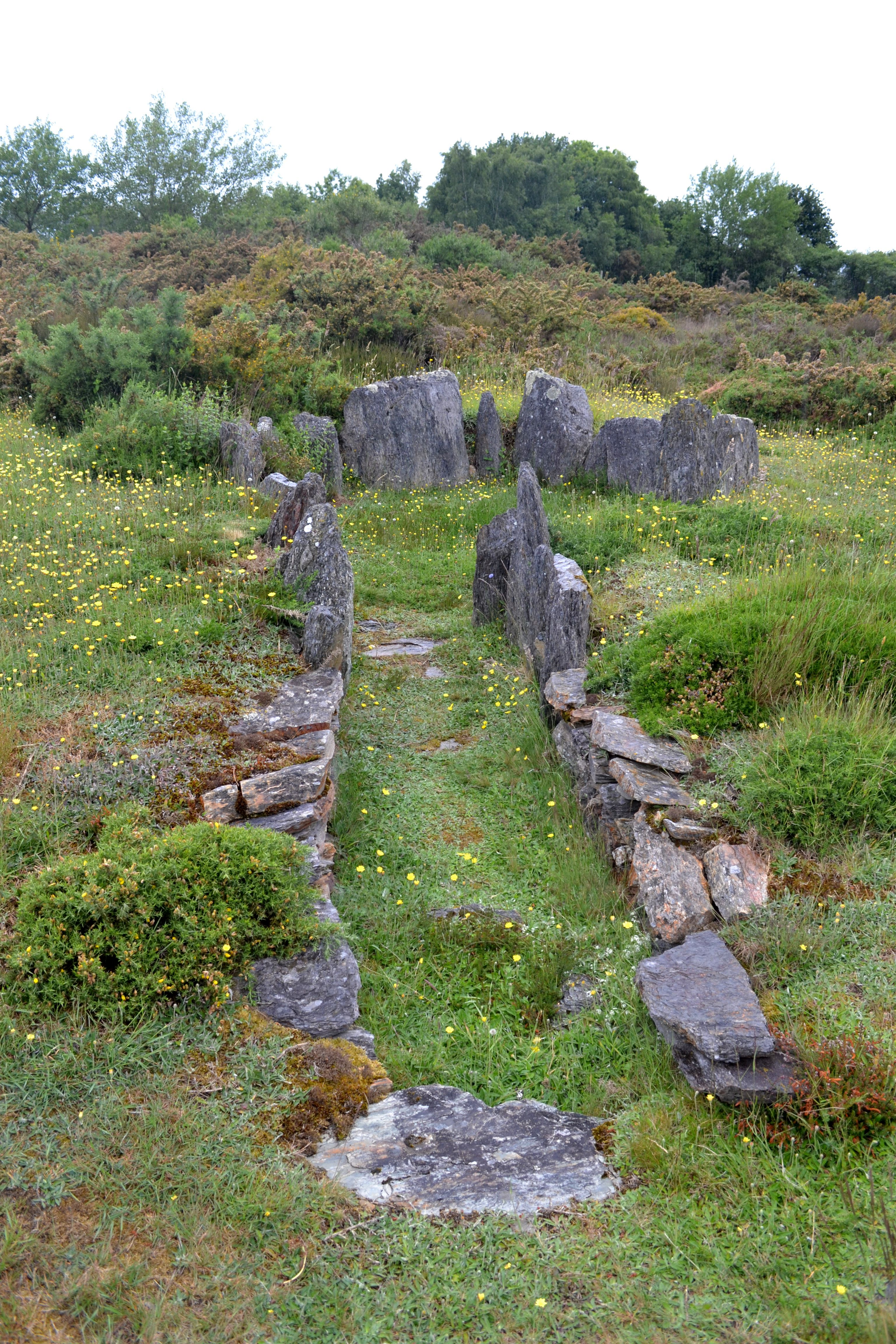
Dolmen sud

### Dolmen sud
47° 45′ 56″ N, 1° 59′ 19″ O
Le dolmen comportait un couloir de 5 m de long, au sol pavé, ouvrant au sud-est et dont l'entrée était bloquée par trois petites dalles disposées de biais comme au Château Bû. Une douzaine de dalles délimitaient la chambre circulaire de (3 m de diamètre). Le cairn du dolmen était entouré d'un muret de pierre sèche en schiste qui n'a pu être restauré.  
Le quart sud-ouest du tumulus a été complètement bouleversé par l'installation d'une tombe en coffre datée de l'Âge du cuivre ou du Bronze ancien. Les dallettes en schiste du tumulus d'origine ont alors été remplacées par de petits blocs de quartz blanc et de quartzites sur environ 5 m de diamètre. Le coffre était délimité par une grande dalle (1,60 m de long) côté sud, une dalle de chevet (0,92 m de long) côté ouest et deux petites dalles côté nord. On ignore s'il était fermé côté est. Le mode de couverture demeure inconnu mais la tombe fut pillée à une période inconnue. La dalle de chevet  en schiste bleu comportait un ensemble de cupules et de signes pédiformes, elle a été remplacée lors de la restauration par une autre dalle de même forme. Le fond du coffre était recouvert de grosses pierres plates posées à même le sol.
La chambre conservait 4 couches archéologiques distinctes séparées par des dalles. On y a découvert un mobilier funéraire constitué de poteries néolithiques décorées de petites pastilles, de lames de silex et de petites perles circulaires en schiste. Le coffre ne contenait aucun matériel archéologique.

## Sépulture néolithique
47° 45′ 55″ N, 1° 59′ 22″ O
La sépulture est située à une dizaine de mètres à l'ouest du dolmen ouest. Elle semble avoir été ignorée jusqu'aux fouilles de 1992. Avant fouille, elle se présentait comme une légère butte d'à peine 0,60 m de hauteur surmontée de quelques blocs de quartz. La butte est de forme elliptique (12 m de diamètre est-ouest, 15 m de diamètre nord-sud). Elle recouvre une couronne de pierres de forme ellipsoïdale (environ 10 m de diamètre, 0,50 à 1 m de largeur et 0,20 à 0,40 m d'épaisseur) composée de deux assises irrégulières. Au centre de ce cercle de pierres, la sépulture est constituée d'une fosse sub-rectangulaire, d'environ 2 m de largeur au sommet, creusée dans le sol sur 0,80 m de profondeur. La fosse est entourée de 18 trous de poteaux de 0,15 à 0,60 m de diamètre, ce qui laisse supposer qu'elle fut surmontée d'une petite construction en bois. Côté est, la fosse contenait une sorte de coffre délimité par deux dalles de schiste comportant des cupules.
Deux poteries intactes ont été retrouvées à l'intérieur du coffre. Il s'agit de bols à fond rond, ouverture ovale et parois fines avec des anses diamétralement opposées constituées de petits boudins.